# 居尔芒松
居尔芒松（法語：Gurmençon，法語發音：[ɡyʁmɑ̃sɔ̃]）是法国大西洋比利牛斯省的一个市镇，位于该省中东部略偏南，属于奥洛龙-圣玛丽区。

## 地理
居尔芒松（43°9'21"N, 0°35'45"W）面积2.98 平方千米，位于法国新阿基坦大区大西洋比利牛斯省，该省份为法国东南部省份，涵盖了贝阿恩与北巴斯克，西临大西洋比斯開灣，北至朗德省，东北接热尔省，东临上比利牛斯省，南与西班牙接壤。
与居尔芒松接壤的市镇（或旧市镇、城区）包括：阿尼奥斯、阿萨斯普-阿罗斯、比多斯、埃叙斯、奥洛龙-圣玛丽。

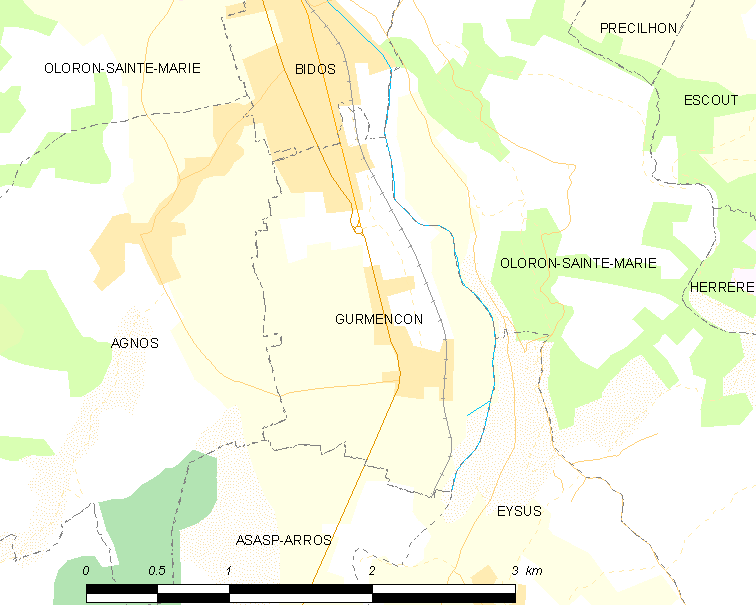
居尔芒松的OSM定位图

居尔芒松的时区为UTC+01:00、UTC+02:00（夏令时）。

## 行政
居尔芒松的邮政编码为64400，INSEE市镇编码为64252。

## 政治
居尔芒松所属的省级选区为奥洛龙-圣玛丽第一县。

## 人口

1962-2008年间居尔芒松人口变化图示

居尔芒松于2022年1月1日时的人口数量为887人。